# Plomelin
Plomelin (bretonisch: Ploveilh) ist eine französische Gemeinde im Département Finistère in der Region Bretagne. Die Gemeinde gehört zum Kanton Quimper-1 im Arrondissement Quimper. Plomelin hat 4.216 Einwohner (Stand 1. Januar 2022), die frz. Plomelinois genannt werden.

## Geographie
Plomelin liegt etwa sieben Kilometer südwestlich von Quimper am Fluss Odet. An der südwestlichen Gemeindegrenze verläuft sein Zufluss Corroac’h.

## Wappen
Beschreibung: In Silber mit grünem Schildborn ein roter Drache.

## Bevölkerungsentwicklung
| Jahr                       | 1962 | 1968 | 1975 | 1982 | 1990 | 1999 | 2010 | 2017 |
| Einwohner                  | 1278 | 1321 | 2052 | 3041 | 3870 | 3930 | 4113 | 4171 |
| Quellen: Cassini und INSEE |      |      |      |      |      |      |      |      |

## Sehenswürdigkeiten

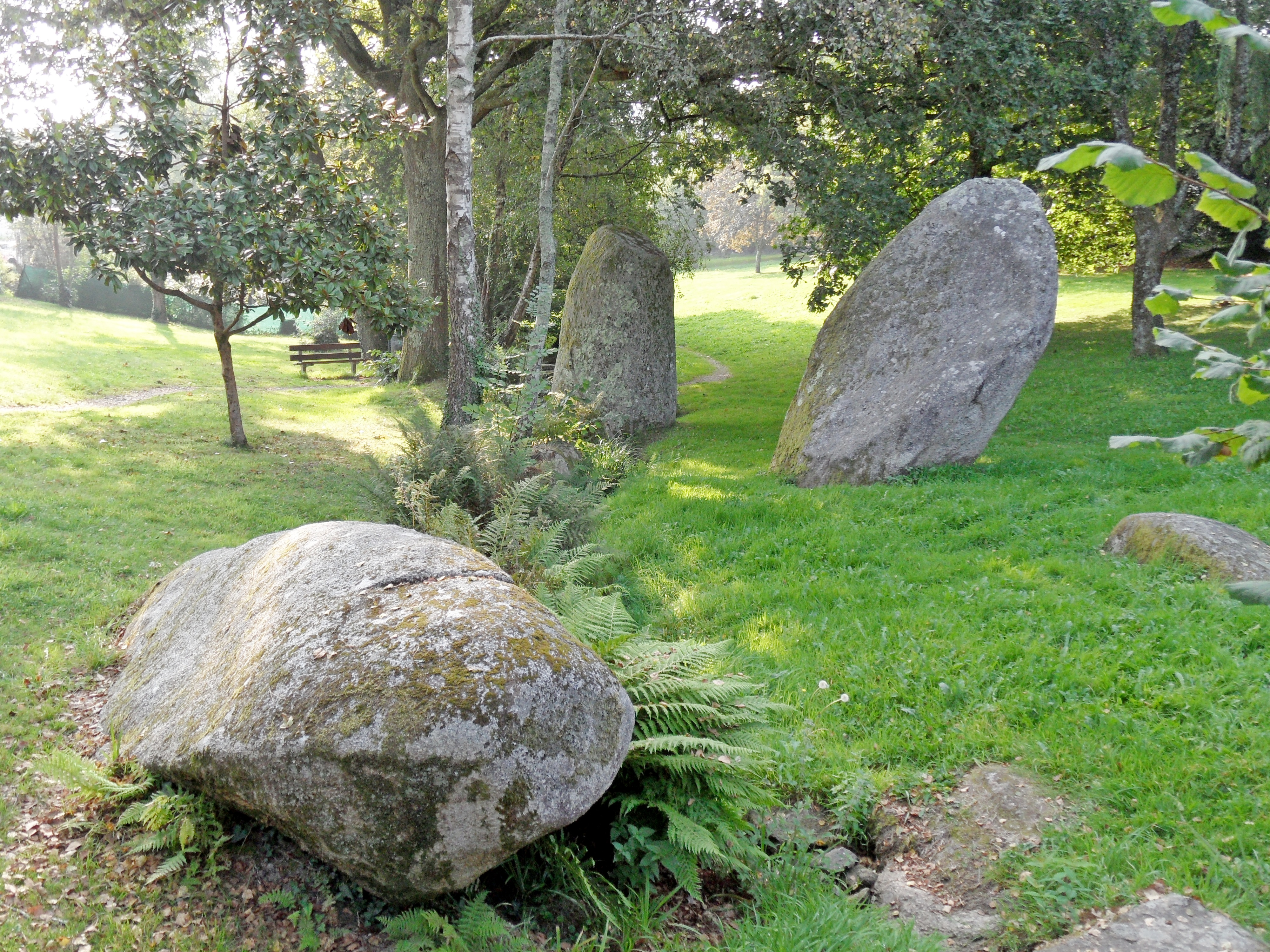
Die Menhire von Tingoff

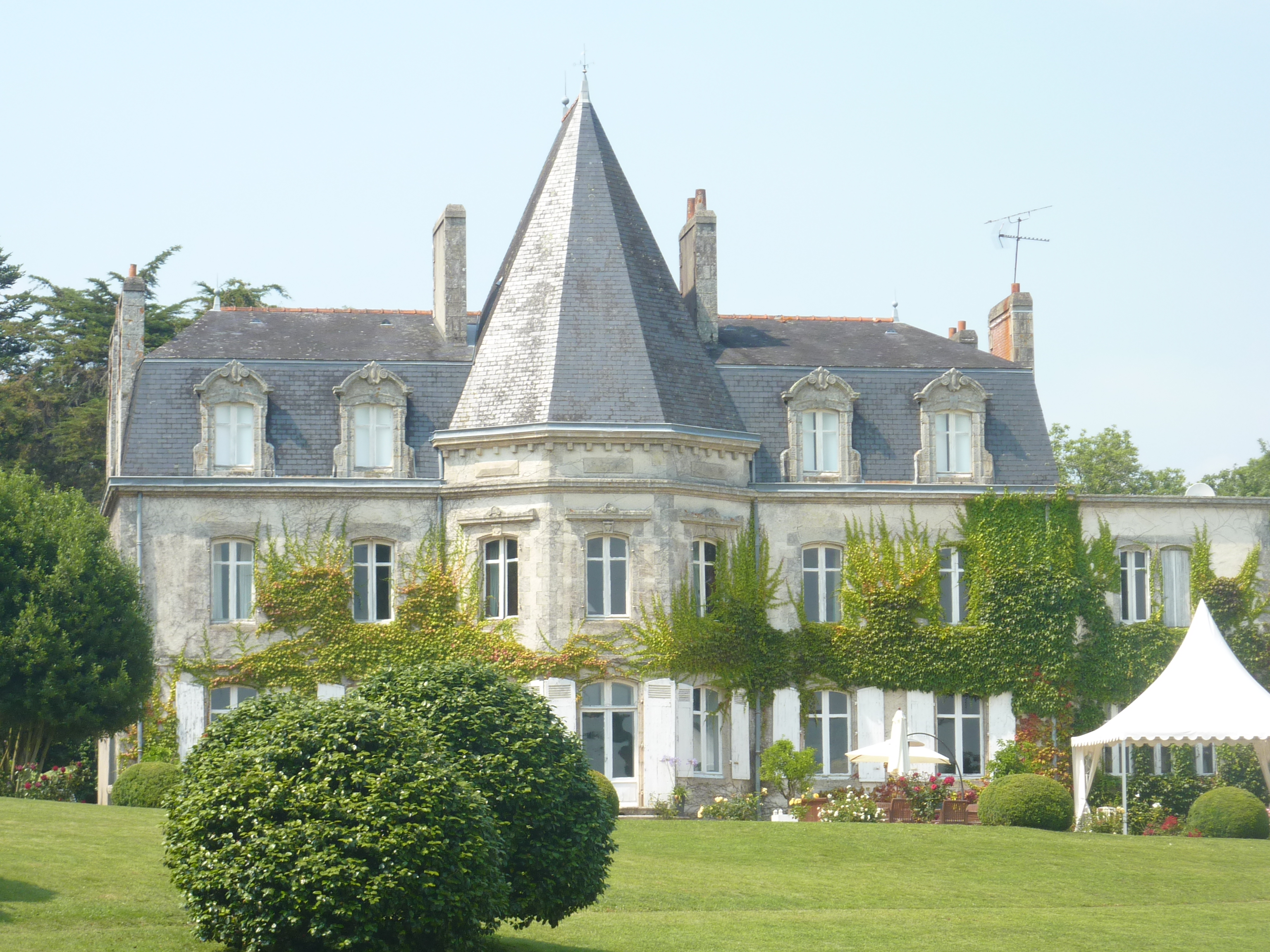
Château von Kerouzien

- Mühle und Wehr von Rosulien
- Herrenhaus von Penanros
- Château von Kerdour
- Château von Kerouzien
- Herrenhaus von Kerbenez
- Château von Pérennou
- Château von Keraval
- Herrenhaus von Lestremeur
- Herrenhaus von Bodivit

## Wirtschaft
Die Distillerie des Menhirs produziert Brandys und Whiskys. Statt Gerstenmalz wird Buchweizen verwendet (bekannte Marke: Eddu). Für den Tourismus gibt es zahlreiche Wanderwege in der Gemeinde.

## Persönlichkeiten
- Pierre Souvestre (1874–1914), Jurist und Schriftsteller, Schöpfer von Fantômas
- Alexandre Massé (1829–1910), Erfinder

## Partnergemeinden
- Crymych, Wales (Vereinigtes Königreich)
- Betziesdorf, Stadtteil von Kirchhain (Hessen), Deutschland